# Corydoras brevirostris
Corydoras brevirostris — вид сомоподібних риб родини панцирних сомів (Callichthyidae). Використовується в акваріумістиці.

## Поширення
Вид поширений в басейні річки Оріноко у Венесуелі, Гаяні і Суринамі.

## Опис
Дрібна рибка, завдовжки 5-5,5 см. Забарвлення сіре з жовтими відтінками. Тіло вкрите чорними цятками, а на голові та основі спинного плавця помітні темні вертикальні штрихи.